# Andrew Davis (Regisseur)

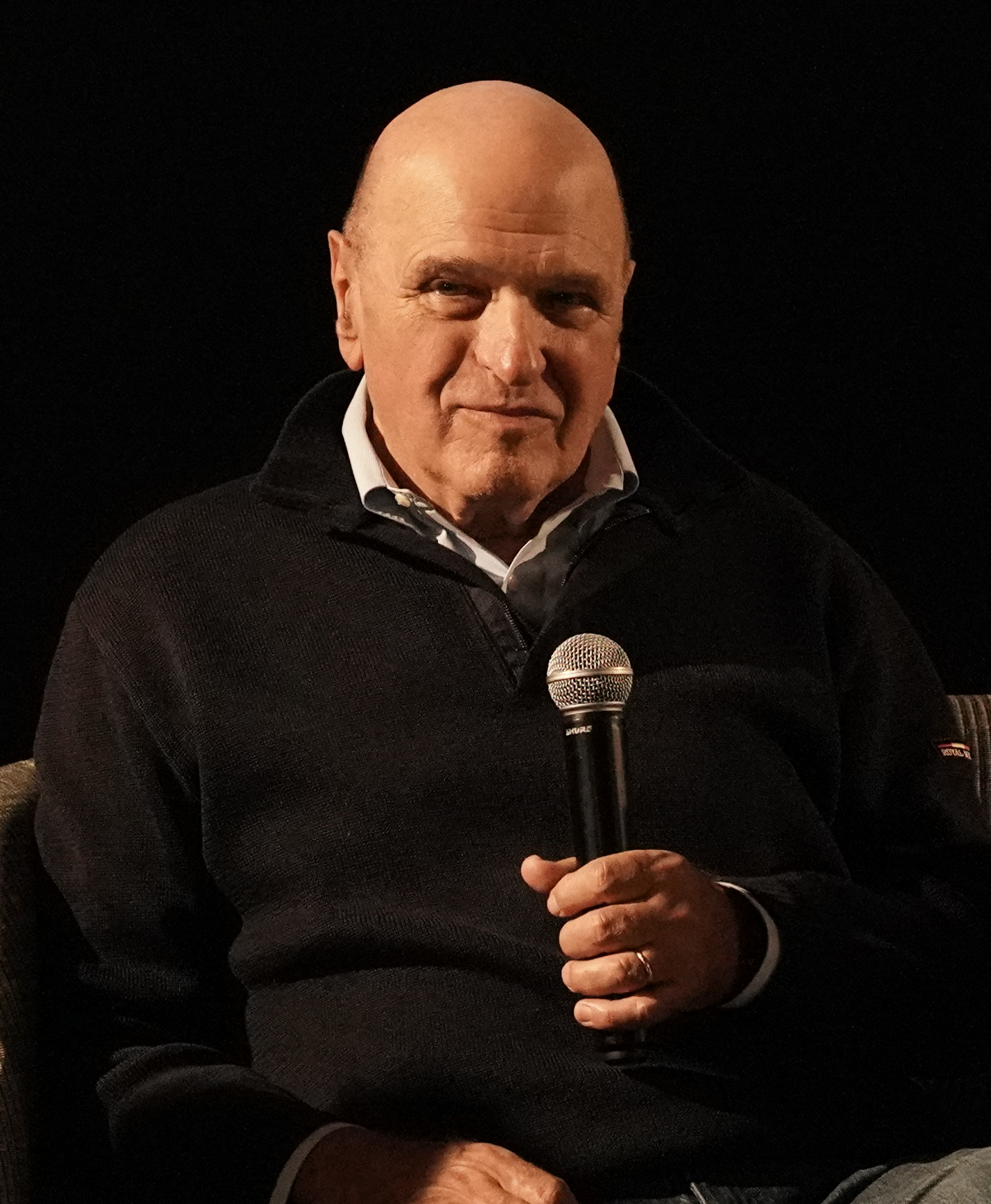
Andrew Davis, 2024

Andrew Davis (* 21. November 1946 in Chicago, Illinois) ist ein US-amerikanischer Filmregisseur, Produzent sowie Drehbuchautor. Er wurde bekannt durch seine Actionfilme Nico (1988), Alarmstufe: Rot (1992) und Auf der Flucht (1993).

## Leben
Davis ist der Sohn von Nathan und Metta Davis, Bruder von Richard Davis und Jo Ellen Friedman. Nach Beendigung der High School studierte Davis Journalismus an der University of Illinois at Urbana-Champaign. Studs Terkel, ein Freund seiner Eltern, empfahl Davis an Haskell Wexler, der 1968 in Chicago seinen Film Medium Cool drehte. Davis wirkte daran als 2nd-Unit-Kameramann mit und arbeitete in den folgenden Jahren als Kameramann, unter anderem für die Sesamstraße, später an Produktionen von Gene Corman und Menahem Golan.
Bei den Dreharbeiten zu Jonathan Kaplans Over the Edge (1978) lernte er seine spätere Frau Adrianne Levesque kennen, die als Kostümbildnerin arbeitete.
1978 gab er sein Debüt als Regisseur mit dem Musical Stony Island. Zwei Jahre zuvor hatte er sein erstes Drehbuch für den Film Paco verfasst. 1984 war er an dem Drehbuch zu Beat Street beteiligt.
Für den Film Auf der Flucht war er 1994 für den Golden Globe Award nominiert.

## Filmografie
als Regisseur
- 1978: At Home with Shields and Yarnell (Kurzfilm)
- 1978: Stony Island
- 1983: Horror am Mill Creek (The Final Terror)
- 1985: Cusack – Der Schweigsame (Code of Silence)
- 1988: Nico (Above the Law)
- 1989: Die Killer-Brigade (The Package)
- 1992: Alarmstufe: Rot (Under Siege)
- 1993: Auf der Flucht (The Fugitive)
- 1995: Different Minds (Steal Big Steal Little)
- 1996: Außer Kontrolle (Chain Reaction)
- 1998: Ein perfekter Mord (A Perfect Murder)
- 2002: Collateral Damage – Zeit der Vergeltung (Collateral Damage)
- 2003: Das Geheimnis von Green Lake (Holes)
- 2006: Jede Sekunde zählt – The Guardian (The Guardian)

als Kameramann
- 1972: Endstation Horror (Private Parts)
- 1972: Cool Breeze
- 1974: Der Gangsterboss von New York (Lepke)
- 1976: Das Haus mit dem Folterkeller (Mansion of the Doomed)
- 1976: Draculas Todesrennen (Crash)
- 1979: Heiße Räder – Kalte Nerven (Hot Rod)
- 1984: Angel